# Webbekoms Broek
Het Webbekoms Broek is een natuurgebied ten oosten van de Belgische stad Diest, beginnend tegen de stadskern. Het gebied is 240 ha groot en is vrij toegankelijk. Het broek bevat rietvelden, hooi- en graslanden, poelen en bosgedeelten. Er zijn delen met veel moerassen en delen met veel bloemen. Hier leven veel vogels en insecten. Het gebied is eigendom van het Vlaams Gewest en wordt beheerd door de Vlaamse Milieumaatschappij en het Agentschap voor Natuur en Bos. Het Webbekoms Broek is Europees beschermd als onderdeel van Natura 2000-gebied Demervallei. In het gebied wordt het Life-project 'Demerdelta' uitgevoerd, waarbij de open valleigraslandbiotoop hersteld wordt.
De naam van het gebied verwijst naar de Diestse deelgemeente Webbekom, waar het grotendeels ligt ten noordoosten van de dorpskern.

## Natuurgebied

### Landschap
Het Webbekoms Broek is een halfopen landschap. In het natuurgebied worden drie types open landschap onderscheiden: grasland, hooiland en rietruigte. Verder zijn er nog verspreide bosjes met vooral heel wat populieren. Deze worden in de toekomst verwijderd, zodat de bosjes kunnen worden omgevormd tot rietland of meer natuurlijke bossen. De populieren werden aangeplant in de tweede helft van de 20e eeuw. Ze vormen in de meeste gevallen geen echt bos en de struiklaag ontbreekt. Qua grasland is er een afwisseling tussen drogere graslanden (struisgras) en natte (kamgrasland). Het hooiland is vooral dottergrasland, dat tweemaal per jaar gemaaid wordt. Dottergrasland is in Vlaanderen erg zeldzaam. Als doel werden volgende verhoudingen vooropgesteld:
- Hooiland: 22%
- Grasland: 33%
- Rietruigtes en water: 22%
- Bos: 23%.

### Fauna en flora

#### Fauna
Grote grazers worden gericht ingezet in het gebied. Landbouwers mogen runderen laten grazen op de drogere graslanden. Op de nattere delen worden door de beheerders ijslandpony's en Aberdeen Angus-runderen ingezet om het open landschap te bewaren. Er worden slechts twee dieren per hectare toegelaten. Doorheen het jaar worden ze systematisch doorheen verschillende begrazingsblokken geloodst, zodat er een afwisseling in het landschap ontstaat.
In het moerassig gebied leven veel insecten, waaronder de moerassprinkhaan, kustsprinkhaan, kleine vuurvlinder en hooibeestje. Heel wat vogels leven van de insecten en andere dieren of planten: geelgors, klauwier, graspieper, blauwborst, bruine kiekendief, torenvalk, watersnip, wintertaling, kuifeend, krakeend, kievit, blauwe reiger, grote gele kwikstaart, wulp, sprinkhaanrietzanger, witgatje, wielewaal, nachtegaal en ijsvogel.
Verschillende zoogdieren hebben er hun natuurlijke leefomgeving zoals konijnen, reeën en de waterspitsmuis. Ook reptielen zoals de levendbarende hagedis en hazelworm zijn er thuis.
In de Demer werden een 25-tal vissoorten waargenomen, waaronder karper, baars, zeelt, stekelbaars, bermpje, rietvoorn, bittervoorn, alver en grote modderkruiper.

#### Flora
Op het hooiland en de weilanden groeien onder meer de dotterbloem, pinksterbloem, echte koekoeksbloem, egelboterbloem, gele lis, koninginnekruid, moerasrolklaver, watermunt, bosbies en de grote ratelaar. Op de graslanden groeien onder meer glanshaver, timoteegras, vogelwikke, gewone berenklauw, boerenwormkruid en gewone veldbies. Ook meidoorn groeit in het Webbekoms Broek, evenals kale jonker.

#### Natuurreservaat Webbekomsbroek-Borchbeemden
Webbekoms Broek maakt deel uit van het Vlaams Natuurreservaat Webbekomsbroek-Borchbeemden een aangesloten geheel van 397 ha, beheerd door het Vlaams Agentschap voor Natuur en Bos. Daarbij horen ook het Diesters Broek, het Schaffens Broek en de Borchbeemden: Rotbroek, Gorenbroek en Sint-Jansberg.

## Water en overstromingsgebied
Verschillende waterlopen doorstromen het gebied. De belangrijkste daarvan is de Demer. De andere zijn in de eerste plaats haar zijrivier de Zwarte Beek, de Grote Leigracht en de Leigracht. De Demervallei wordt reeds eeuwen door overstromingen geteisterd. De zwaarste overstromingen in de recente geschiedenis dateren van 1998. Ook in 2008 waren er ernstige overstromingen in Diest. Om ernstige wateroverlast te voorkomen werden wachtbekkens en overstromingsgebieden geïnstalleerd. Het Webbekoms Broek en de omgeving ervan is een overstromingsgebied. In september 1998 werd in het Webbekoms Broek een wachtbekken in gebruik genomen met een oppervlakte van 144 ha. Het gebied kan 3,5 miljoen m³ water opvangen. Er is een binnenbekken en een buitenbekken. Het binnenbekken wordt omringd door dijken. De rest vormt het buitenbekken, dat vooral als natuurgebied fungeert. In 2011 werd door de Vlaamse Milieumaatschappij een plan voor een optimalisatie van het wachtbekken goedgekeurd.

## Bezoekerscentrum
Bij het Webbekoms Broek staat een bezoekerscentrum vanwaar bewegwijzerde wandelingen starten. Er is ook allerlei informatie verkrijgbaar en er worden regelmatig educatieve activiteiten georganiseerd.

## Afbeeldingen

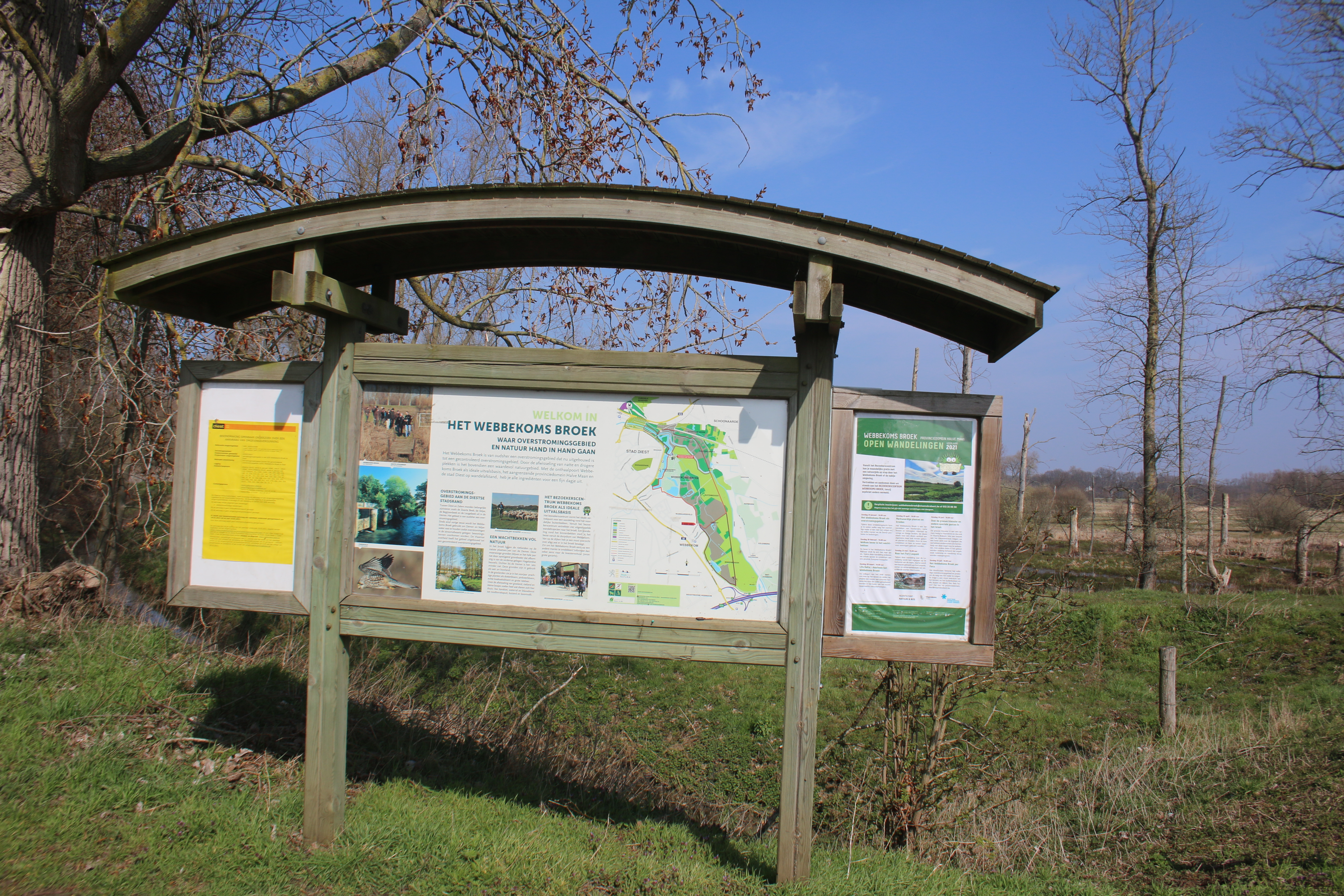
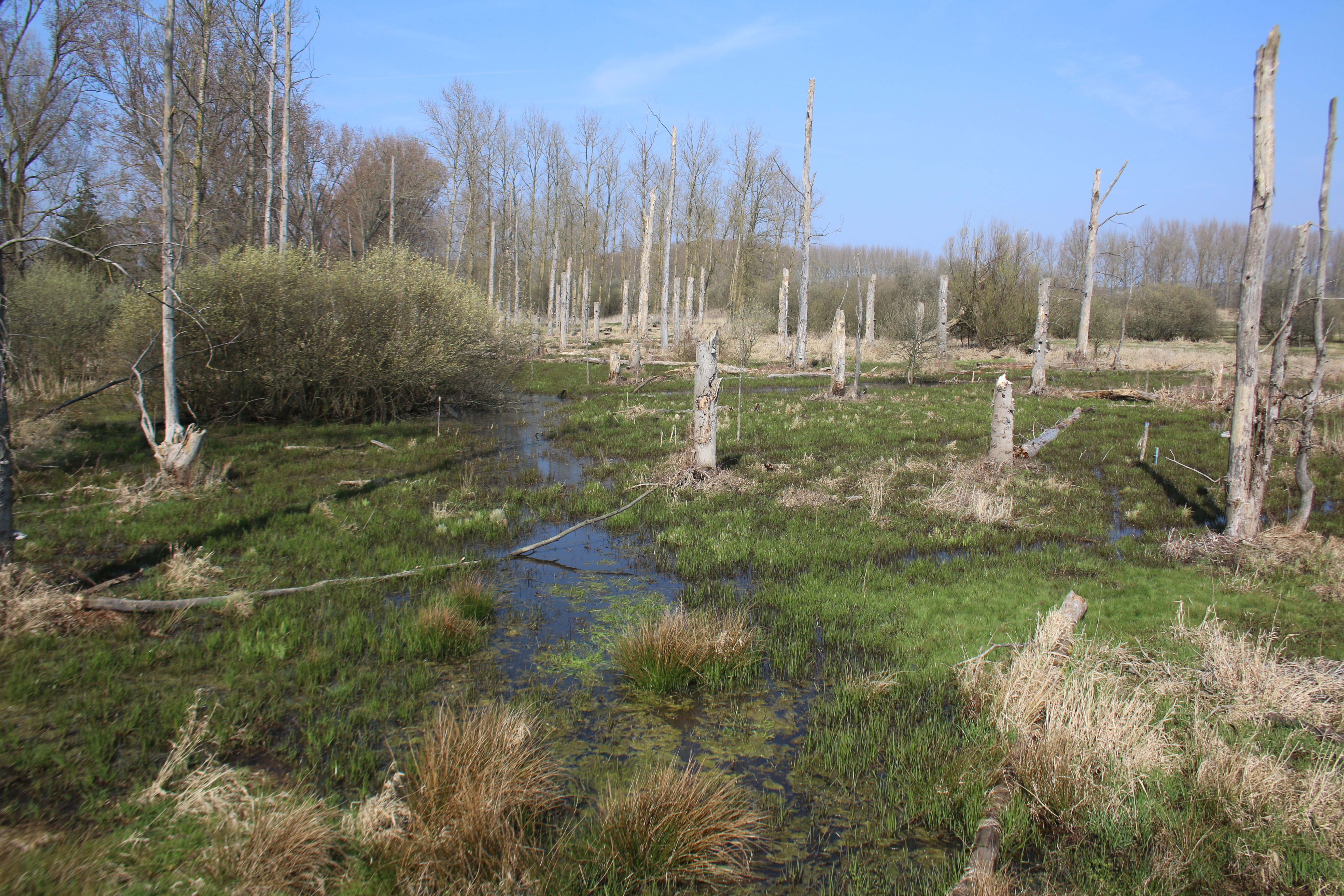
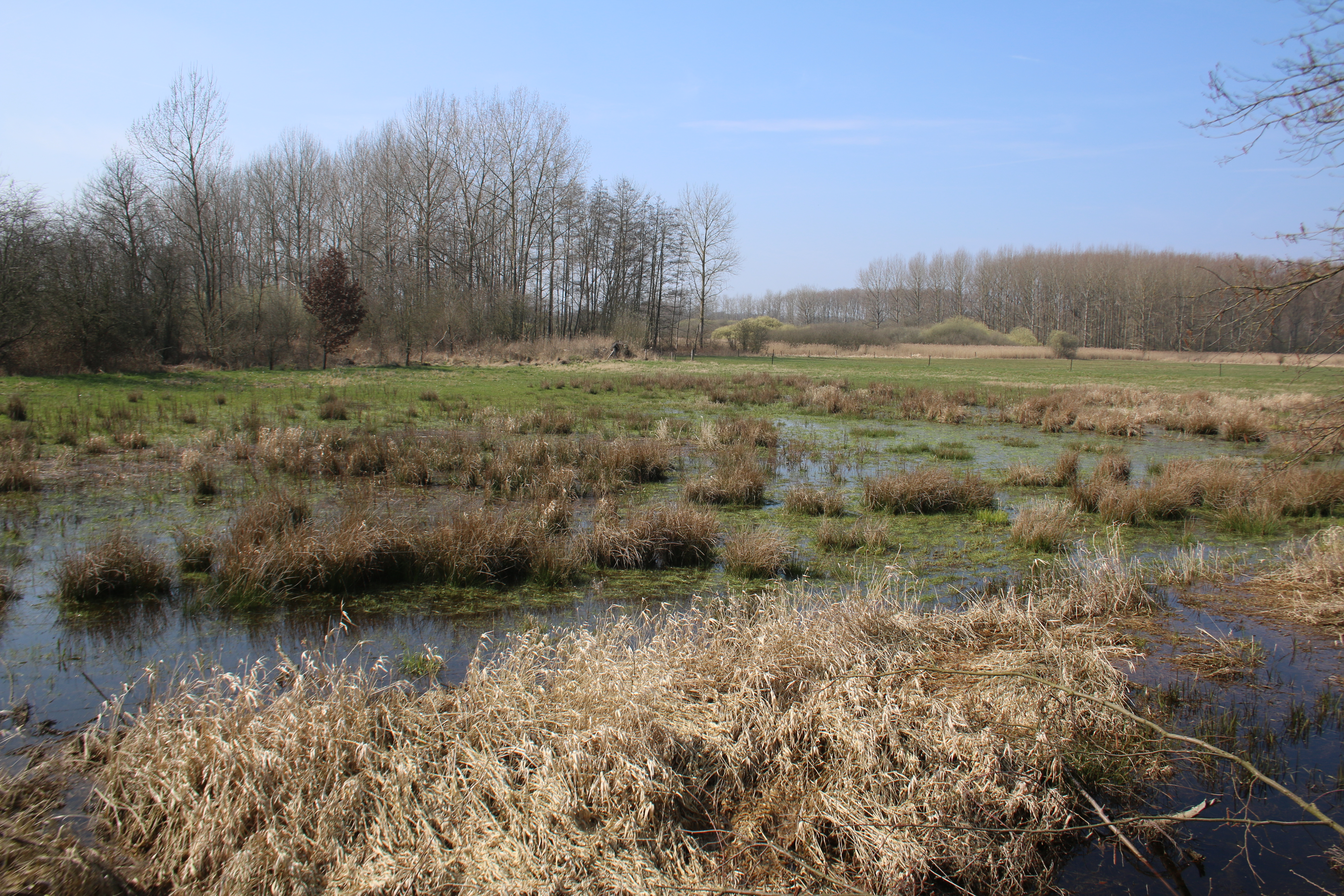
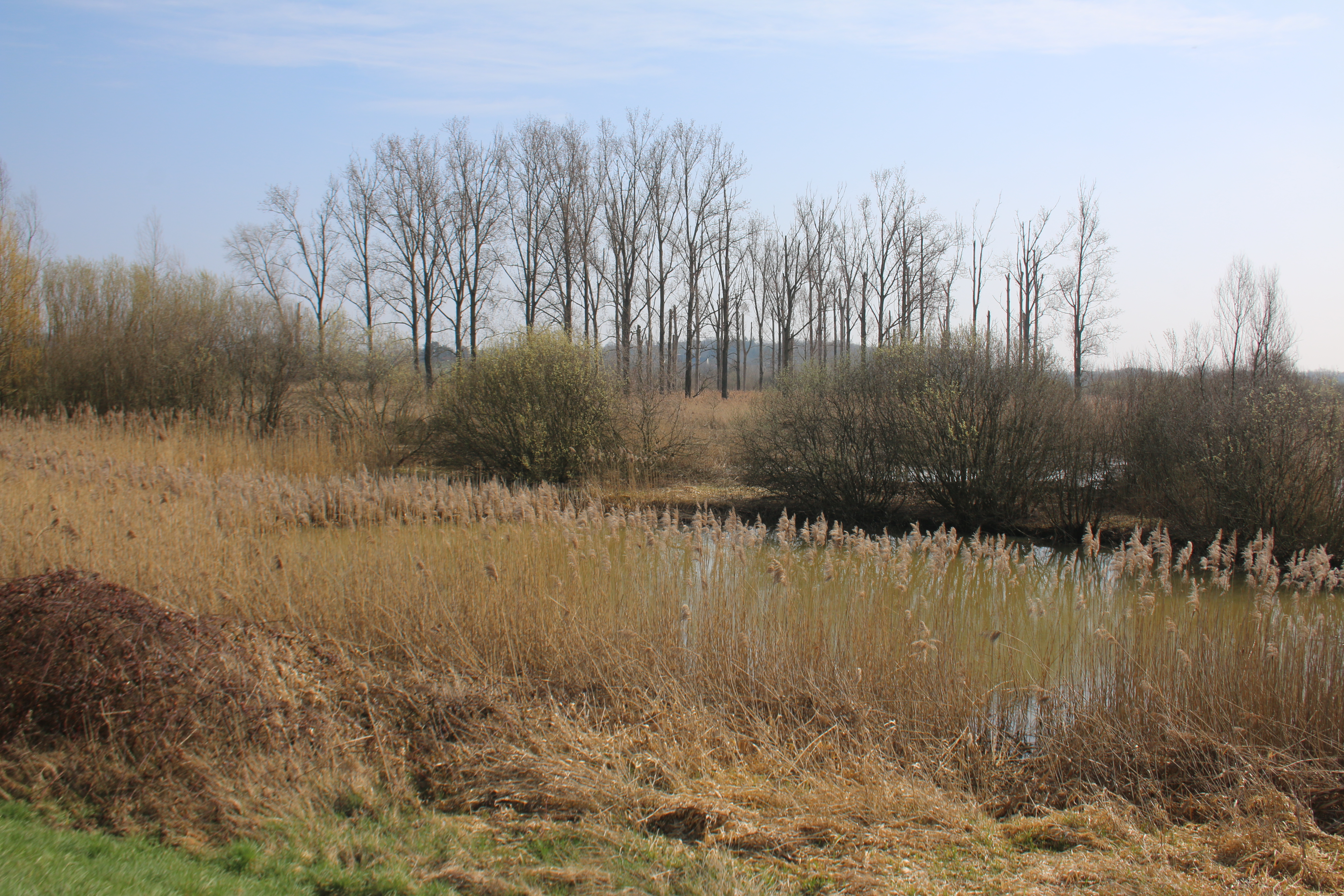